# Попрад (хоккейный клуб)
Хокке́йный клуб «Попрад» (словац. HK Poprad) — профессиональный хоккейный клуб, представляющий одноимённый словацкий город. Выступает в Словацкой экстралиге. Домашняя арена — «Татравагонка Арена» — вмещает 4 500 зрителей.

## История

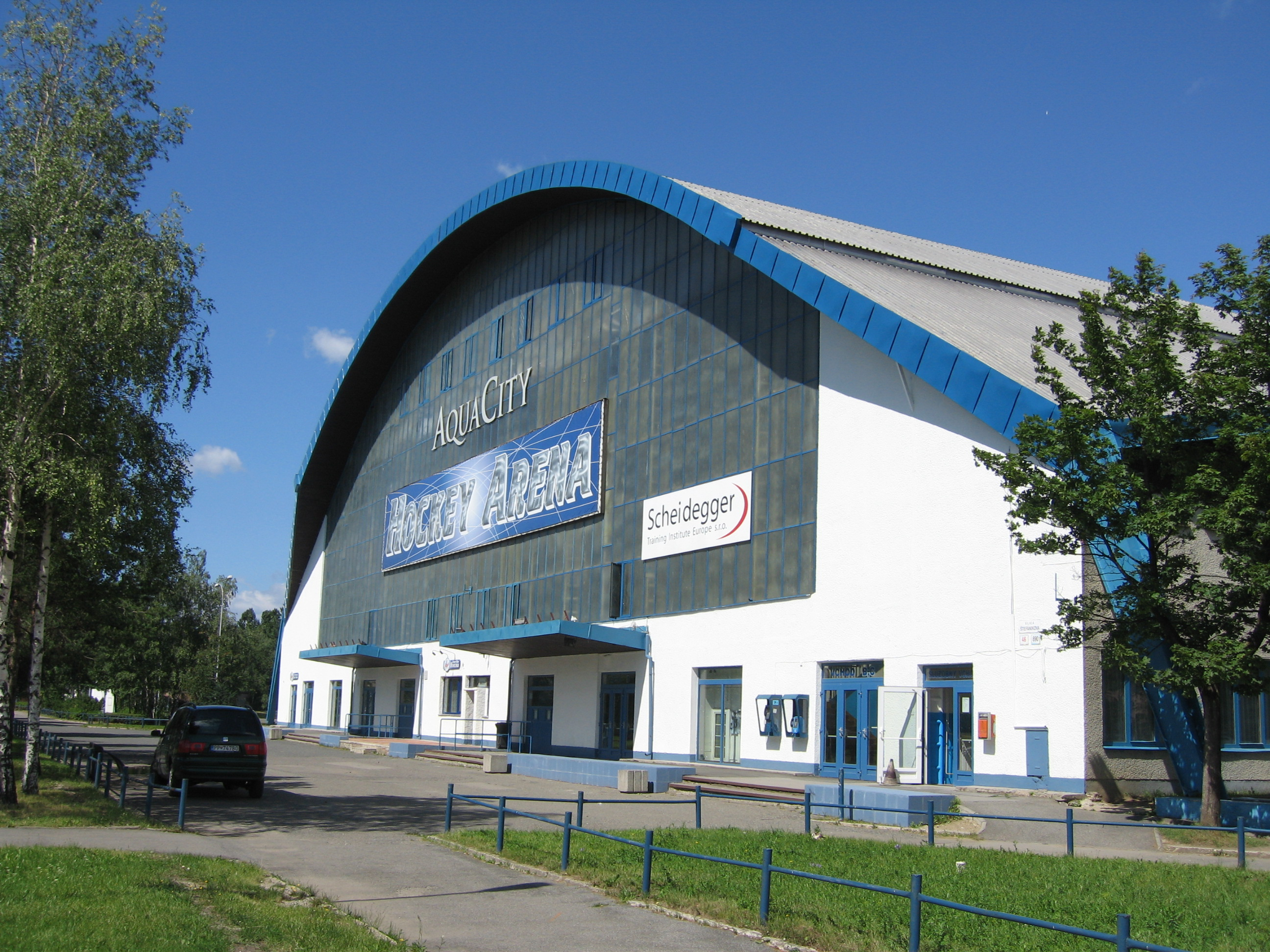
Татравагонка Арена

Клуб был основан в 1929 году под названием «Karpathenverein Poprad». Название «Попрад» команда получила в 1930 году. Впоследствии клуб несколько раз менял своё название, вновь приняв имя «Попрад» в 2010 году. Наиболее значительный успех пришел к команде в 2006 году, когда ХК «Попрад» занял 2 место в Словацкой экстралиге. В 2011 году команде удалось повторить свой успех.

## Достижения
- Серебряный призёр чемпионата Словакии (2): 2006, 2011.
- Бронзовый призёр чемпионата Словакии (2): 1997, 1998.

## Известные игроки
- Любош Бартечко
- Петер Бондра
- Михал Гандзуш
- Ярослав Кмить
- Ладислав Надь
- Игорь Ратай
- Томаш Суровы
- Радослав Сухи
- Юлиус Шуплер
- Эдгарс Масальскис